# Memòries d'una geisha (pel·lícula)
Memòries d'una geisha (títol original en anglès: Memoirs of a Geisha) és una adaptació cinematogràfica de la novel·la del mateix nom d'Arthur Golden, dirigida per Rob Marshall i produïda per Steven Spielberg. La història examina la vida d'una geisha al Kioto anterior a la Segona Guerra Mundial. La pel·lícula va ser estrenada als Estats Units el 9 de desembre de 2005 després d'haver estat rodada a Califòrnia i a diverses localitzacions del Japó.
La seva bellesa i elegància li van valer les aprovacions de diversos festivals de cinema entre els quals destaquen els Premis Bafta, els Globus d'Or i, principalment, les sis nominacions que va obtenir de l'Acadèmia de les Arts i les Ciències Cinematogràfiques de Hollywood.
La pel·lícula ha sigut doblada al català, tot i no haver sortit encara en DVD.

## Argument
La pel·lícula, situada al Japó anterior a la Segona Guerra Mundial, explica la història de Chiyo Sakamoto (interpretada per Suzuka Ohgo de nena, i per Zhang Ziyi com a adulta) qui és venuda a una casa de geishes a l'edat de nou anys. La història comença en un poble a les ribes del Mar del Japó, Yoroido, on Chiyo i la seva germana Satsu viuen amb els seus pares. La mort de la seva mare serà la causa desencadenant de tots els esdeveniments que els succeiran a partir de llavors. El seu pare, en veure's incapaç d'ocupar-se de dues nenes, les vendrà a un mercader, qui les conduirà a Gion on trobaran el seu destí. Allà, a la gran ciutat, Satsu és venuda a un bordell de baixa qualitat i, en canvi, Chiyo, gràcies a l'inusual color blau dels seus ulls, és escollida per servir en una okiya (una casa de geishes).
En aquest nou món, Chiyo fa amistat amb una altra nena de la seva edat, la Carabassa, que ja duia uns mesos més que ella a l'okiya Nitta i l'ajuda a adaptar-s'hi. Allà, a més, haurà de conviure amb la propietària de la casa, la Mare, i l'única geisha en funcions de la casa, la Hatsumomo.
En un principi, Chiyo és enviada a l'escola per convertir-se en geisha. Malauradament, l'arrogant Hatsumomo adverteix el seu potencial com a futura competència i no dubta a maquinar diverses trampes perquè se la castigui. Així, Chiyo, al final, degut a la seva desobediència involuntària queda reduïda al paper de criada de l'okiya, perdent totes les possibilitats de convertir-se en geisha.
Per sort, la seva breu trobada amb el pròsper i benvolent President canvia el seu destí. Gràcies a la seva intervenció, Chiyo crida l'atenció de la geisha de més èxit de Gion, Mameha. Aquesta adopta a Chiyo com a maiko i l'educa. Sota la seva tutela, Chiyo rep un nou nom, Sayuri, aprèn l'art del refinament i de les arts i aconsegueix convertir-se en la geisha més famosa de tot Gion. Des d'aquest moment, Sayuri és una forta rival de Hatsumomo, qui fa tots els possibles per destruir la seva reputació. Amb el suport de Mameha, però, Sayuri li fa front i, finalment, Hatsumomo s'acaba enfonsant a si mateixa en calar foc a l'okiya.
En el paper de geisha ja experimentada, Sayuri podrà reunir-se de nou amb el President, de qui està enamorada des de la seva primera trobada. L'inici de la Segona Guerra Mundial, però, irromp aquesta nova vida de benestar. De sobte, els seus assoliments es tornen irrellevants i la seva bellesa física queda devaluada a causa del treball manual i la manca d'aliments. La seva vida de luxes canvia i és substituïda per dures condicions i treball físic. Les circumstàncies l'empenyen a unir-se a Nobu, el millor amic del President, qui queda encaterinat amb ella. De fet, és Nobu qui la salva de la duresa de la guerra esperant el moment que Gion recuperi el seu antic esplendor.
La Sayuri, però, continua desitjant el President. Després de la guerra, juntament amb Mameha, reprèn la seva professió esperant que aquesta li permetrà retrobar-se amb ell. I, evidentment, és així. En una última cita en un jardí japonès, el President li proposa ser el seu protector i, davant la reacció d'amor continguda de la Sayuri, descobreixen els seus mutus sentiments.

## Producció

### Preproducció
Les tres actrius principals (Zhang Ziyi, Gong Li i Michelle Yeoh) van haver d'anar a una "escola de Geishes" abans que comencés la producció, en la qual van ser entrenades en les pràctiques tradicionals de geisha com la música, el ball i la cerimònia del te japonesa.

### Producció
La producció del film va tenir lloc del 19 de setembre del 2004 al 31 de gener del 2005. Com que el Japó contemporani es veia massa modern per a filmar una història que tenia lloc durant la dècada dels 20 i els 30 es va creure més convenient crear escenaris per a la pel·lícula a estudis i localitzacions dels Estats Units, principalment a Califòrnia. Així, la major part de les seves escenes exteriors van ser filmades en un gran escenari construït en un ranxo a Thousand Oaks (Califòrnia), que era una recreació detallada d'un districte de geishes de Kioto. Les escenes interiors, en canvi, van ser filmades a Culver City, als estudis de Sony Pictures. Altres localitzacions de Califòrnia que també es van utilitzar van ser: San Francisco, Moss Beach, els Descanso Gardens, el Yamashiro's Restaurant de Hollywood, els jardins japonesos de la Biblioteca Huntington de San Marino (Califòrnia) i els Hakone Gardens de Saratoga. Cap al final de la producció, algunes escenes també van ser filmades en directe a Kioto, Japó.

### Postproducció
En la postproducció una de les tasques que més feina va dur va ser l'edició del so de la cinta. La major part dels actors no eran angloparlants i utilitzaven l'anglès fonètic quan interpretaven els seus papers. Per això, els editors de so es van haver de dedicar a millorar la pronunciació en anglès del repartiment internacional. Això, a vegades, suposava posar juntes diferents parts de diàleg d'altres segments del film per a formar noves síl·labes. Aquest dur i detallat treball els va guanyar dues nominacions als Oscar al Millor So i a la Millor Edició de So.

## Rebuda
La major part de la crítica va coincidir en afirmar que aquesta és una bella i captivadora adaptació de la novel·la d'Arthur Golden. Segons Todd McCarthy, de la revista Variety, «aquest és un treball que els antics magnats de Hollywood haurien estat orgullosos de presentar». Només alguns cinèfils van mostrar cert disgust al saber que la pel·lícula seria interpretada per actors estrangers en anglès. Malgrat tot, Peter Travers, de la revista Rolling Stone, va comentar al respecte que «tots els dubtes sobre les actrius xineses parlant en anglès amb accent japonès desapareixen davant les seves profundes i sentides actuacions i el món que Marshall conjura amb màgica finor».
Als Estats Units, la pel·lícula va reunir al voltant de 57 milions de dòlars tot i competir en els cinemes amb superproduccions tan solvents com King Kong i Les Cròniques de Nàrnia: el lleó, la bruixa i l'armari. La recaptació internacional va arribar als 161 milions de dòlars.

### Censura a la Xina
Originalment s'havia programat la seva estrena als cinemes de la República Popular de la Xina el 19 de febrer de 2006, però, al final, aquesta va ser suspesa. De fet, fonts periodístiques, tals com el diari Oriental Morning Post de Shanghai i el Shanghai Youth Daily, ja havien citat els temors que la pel·lícula fos prohibida pels censors.
La història se situa en el Japó de la Segona Guerra Mundial, just quan havia tingut lloc la Segona Guerra Sinojaponesa. Un període que va estar marcat per la captura de dones xineses que es veien forçades a fer de dames de companyia al Japó. Així, quan es va saber que les tres actrius protagonistes eren actrius xineses va sorgir de seguida la preocupació sobre els sentiments anti-japonesos que aquest fet podria generar. La polèmica va enllaçar sobretot la professió de les dones forçades amb la professió de geisha que, en certa forma, es troba relacionada amb la prostitució. Per aquesta raó, finalment, la pel·lícula va ser prohibida a tots els cinemes del país. La relació de la cultura de la geisha amb la prostitució no és directa, i és difícilment explicable des d'una perspectiva "occidental"; però té el seu origen en una societat profundament patriarcal com és la japonesa.

## Premis i nominacions[calcitació]
Premis i nominacions:

### Premis
- Oscar:
  - Millor direcció artística
  - Millor vestuari
  - Millor fotografia (Dion Beebe)
- BAFTA:
  - Millor música original
  - Millor fotografia
  - Millor vestuari
- Globus d'Or a la millor banda sonora original (John Williams)

### Nominacions
- Oscar:
  - Millor so
  - Millor edició de so
  - Millor banda sonora
- BAFTA:
  - Millor actriu
  - Millor maquillatge i perruqueria
  - Millor disseny de producció
- Globus d'Or a la millor actriu dramàtica (Zhang Ziyi)